# Daniel Muriel
Daniel Ángel Muriel Martín (Valladolid, 11 de mayo de 1977) es un actor español. Se dio a conocer con su papel principal de Miguel en Escenas de matrimonio.

## Trayectoria
Tras abandonar sus estudios de Filología inglesa, se licencia en Arte dramático por la RESAD.
Su popularidad se la debe a la televisión, medio en el que se inicia en 1999 con pequeños papeles cómicos en el espacio de variedades dirigido por José Luis Moreno, Noche de fiesta. Permanece en ese espacio hasta 2003, incorporándose en la última etapa a los populares sketches de Matrimoniadas. Recuperaría el personaje cuando los mencionadas tiras cómicas se convirtieron en la serie Escenas de matrimonio, entre 2007 y 2009. En la misma Muriel interpreta a la pareja de Miguel, pareja sucesivamente de Miren Ibarguren y de Mar Saura. En 2015, se incorporaría al reparto de la serie Gym Tony, en a que se mantuvo una temporada. En 2019 se incorpora como fijo a la serie policiaca Servir y proteger, donde interpreta al cirujano plástico Mateo Bremón, personaje que interpretó hasta finales de 2020.
En cuanto a su paso por el teatro, cabe destacar la obra La importancia de llamarse Ernesto (2009), de Oscar Wilde, la comedia Toc toc (2009) y el musical Cabaret (2015). y (junto con Kiti Manver) Las Heridas del Viento por Juan Carlos Rubio.

## Vida personal
El actor mantuvo un romance con la directora Laura Caballero, con la actriz Cristina Castaño tuvo un breve romance a finales del año 2015. Tras ello, se relacionó con Candela Serrat a quién conoció en el rodaje de Seis Hermanas y con quién se casó en junio de 2019 en Menorca, tras más de tres años de relación. El matrimonio dio la bienvenida a su primera hija en común, llamada Mérida nacida el 4 de julio de 2020.

## Series de Televisión
| Año                     | Serie                               | Canal               | Personaje              | Notas         |
| ----------------------- | ----------------------------------- | ------------------- | ---------------------- | ------------- |
| 1999 - 2002             | Noche de fiesta                     | La 1                | Fernando               | 114 episodios |
| 2000                    | Policías, en el corazón de la calle | Antena 3            |                        | 1 episodio    |
| 2000                    | Periodistas                         | Telecinco           |                        | 1 episodio    |
| 2004                    | Paco y Veva                         | La 1                |                        | 1 episodio    |
| 2004                    | Hospital Central                    | Telecinco           | Empleado               | 1 episodio    |
| 2004                    | El comisario                        | Telecinco           | Doctor                 | 1 episodio    |
| 2005                    | El pasado es mañana                 | Telecinco           |                        | 8 episodios   |
| 2006                    | Aquí no hay quien viva              | Antena 3            | Juanjo Peñafiel        | 2 episodios   |
| 2007 - 2009             | Escenas de matrimonio               | Telecinco           | Miguel Costa           | 465 episodios |
| 2010                    | Raphael                             | Antena 3            | Jacobo Martos          | 2 episodios   |
| 2011                    | Homicidios                          | Telecinco           | Policía                | 1 episodio    |
| 2014; 2016 - 2017; 2021 | La que se avecina                   | Telecinco           | Gabriel "Gabi"         | 6 episodios   |
| 2015 - 2016             | Gym Tony                            | Cuatro              | Eduardo "Edu" Valdivia | 224 episodios |
| 2016 - 2017             | Seis hermanas                       | La 1                | Federico Velasco       | 42 episodios  |
| 2018                    | Velvet Colección                    | #0                  | Antonio Godino         | 4 episodios   |
| 2018                    | Genius                              | National Geographic | Doctor                 | 1 episodio    |
| 2019                    | Hospital Valle Norte                | La 1                | José Arriero           | 10 episodios  |
| 2019                    | The Mallorca Files                  | BBC One             | Periodista             | 1 episodio    |
| 2019 - 2020             | Servir y proteger                   | La 1                | Mateo Bremon           | 230 episodios |
| 2022                    | Cuéntame cómo pasó                  | La 1                | Mario Alcoy            | 1 episodio    |
| 2022 - 2023             | Amar es para siempre                | Antena 3            | Hugo Alonso Guerrero   | 219 episodios |
| 2023                    | Cristo y Rey                        | Atresplayer Premium | Manolo Escobar         | 1 episodio    |

## Películas y Cortometrajes
| Año  | Serie                    | Personaje/Notas      |
| ---- | ------------------------ | -------------------- |
| 2017 | Las heridas del viento   | Personaje principal  |
| 2017 | Como la espuma           | Personaje principal  |
| 2013 | Diamantes negros         | Personaje secundario |
| 2013 | La paciencia del cazador | Personaje principal  |
| 2013 | Marioneta ciega          | Director             |
| 2012 | 6 puntos sobre Emma      | Personaje secundario |
| 2012 | Hidrolisis               | Fran                 |
| 2012 | Rotos                    | Personaje principal  |
| 2012 | Replay                   | Personaje principal  |
| 2012 | Animal Within            | Personaje principal  |
| 2010 | Yo soy de amor           | Dani                 |
| 2010 | En tiempo de otros       | Personaje principal  |
| 2008 | 8 citas                  | Personaje secundario |
| 2006 | El efecto Rubik          | Director             |
| 2006 | AzulOscuroCasiNegro      | Gonzalo              |

### Teatro
- La cena (2004), director Josep Maria Flotats
- Leonor de Aquitania (2006), directora Mercedes Lezcano
- La importancia de llamarse Ernesto (2009), director Gabriel Olivares
- Toc Toc (2010), director Esteve Ferrer
- La mecedora (2011), director Josep Maria Flotats
- Agonía y éxtasis de Steve Jobs (2012), director David Serrano
- Los miércoles no existen (2013), director Peris Romano
- La monja alférez (2013), director Juan Carlos Rubio
- Las heridas del viento (2013), director Juan Carlos Rubio
- Dionisio Ridruejo, una pasión española (2014), director Juan Carlos Pérez de la Fuente
- El Greco y la Legión Tebana (2014), director Ignacio García
- Una pareja cualquiera (2014), director Miguel Ángel Buttini
- Dignidad (2015), director Juan José Afonso
- Las heridas del viento director Juan Carlos Rubio (2013-2015)
- Cabaret (2015-2016), director Jaime Azpilicueta
- nerón (2018-2019),director Juan Carlos Rubio
- Don Juan en Alcalá (2022 y 2023), directora Triana Lorite